# Gleiwitzincidenten

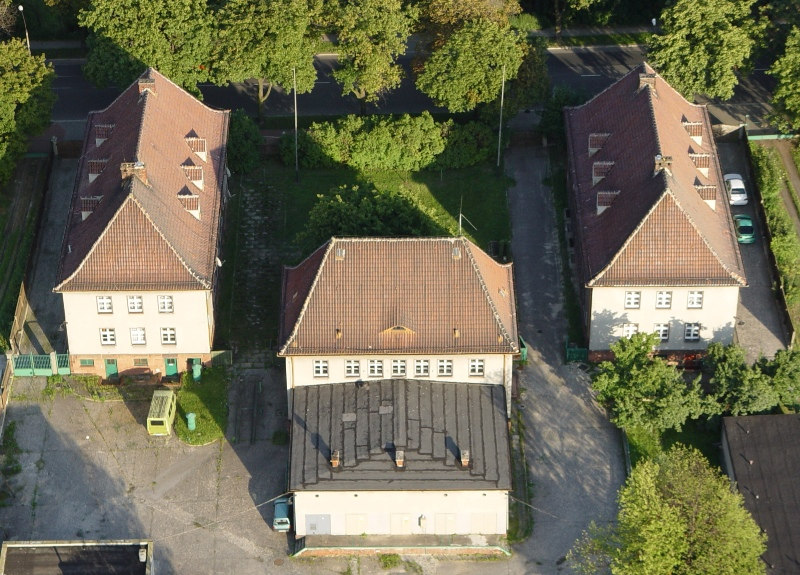
Radiostationens byggnader sedda från torntoppen

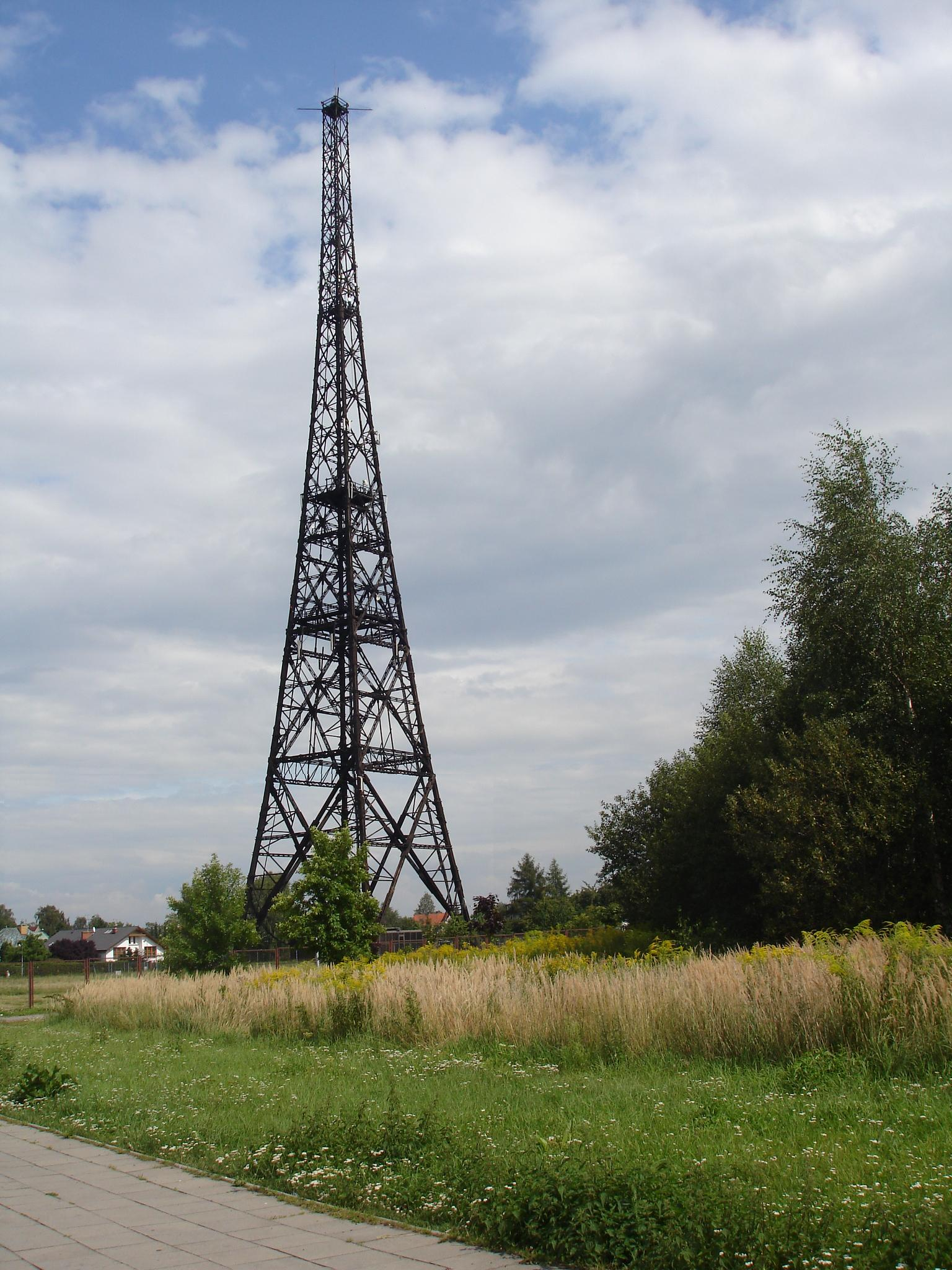
Det 111 meter höga sändartornet i Gleiwitz, byggt 1934-1935

Gleiwitzincidenten var ett iscensatt angrepp mot den tyska radiostationen Sender Gleiwitz i Gliwice (tyska: Gleiwitz), Övre Schlesien (nu i Polen) utfört torsdagen den 31 augusti 1939 klockan 20, och genast använt av tysk propaganda såsom "bevis på polsk provokation". 
Incidenten i Gliwice var en av flera som företogs av Hitler med avsikt att förhindra att ett planerat anfall av Nazityskland mot Polen skulle omvandlas till ett världskrig, genom att avstyra att Polens allierade skulle fullfölja sina förpliktelser gentemot Polen, vilket för Tysklands del skulle innebära ett farligt tvåfrontskrig.

## Anfallets förlopp
Gliwice (ty: Gleiwitz) tillhörde före kriget Nazityskland; gränsen till Polen gick ca 10 km från den nya radiostationen, byggd 1935. Provokatörerna visste inte att det ca 4 km därifrån fanns en annan radiostation, byggd 1925. Vid den äldre radiostationen fanns sändningsstudior men ej vid den nyare. Till den överförde man program från den gamla studiobyggnaden medelst en telefonledning.
På order av Hitler förbereddes operationen av chefen för nazistiska partiets säkerhetstjänst (Sicherheitsdienst, SD) och säkerhetspolis (Sicherheitspolizei) Reinhard Heydrich. Den skulle ske inom tre veckor. SS-Sturmbannführer Alfred Helmut Naujocks, en SD-officerare, förde befäl på platsen. Det var sju provokatörer som låtsades vara civilklädda schlesiska upprorsmän. Heydrich inledde personligen operationen på eftermiddagen den 31 augusti. Därefter – på direkt telefonorder av Himmler – tog man bort radiostationens ordinarie vakter. Klockan 18 skickade man dit två polismän, varav den ena skulle släppa in provokatörerna, och den andre skulle gå in i byggnaden, bli god vän med radioteknikerna och – såsom medarresterad person – skulle vakta arbetarna under anfallet så att dessa ej handlade "obetänksamt".
Anfallarna kom in genom en bakre dörr och nådde utan hinder sändarsalen, där tre radiotekniker och polismannen befann sig. Alla lyssnade på kvällsnyheter som just då sändes från Wrocław (tyska: Breslau) klockan 20. De bands och låstes i en källare. Då gick det upp för angriparna att det inte fanns någon lokal i byggnaden som tjänstgjorde som studio. Det fanns dock en möjlighet att sända ett röstmeddelande genom att koppla en mikrofon (tyska: Sturmmikrofon) till sändaren via kontrollbordet. Det gjorde man när åska närmade sig. Man varnade lyssnarna att de skulle vänta ut åskan, eftersom man då helt stängde av sändaren.
Anfallarna letade i lokalerna efter en sådan mikrofon – enligt uppgifter under några, upp till ett tiotal (troligtvis 13), minuter. De hämtade en av de fängslade radioteknikerna som överlämnade mikrofonen.
En person som ingick i gruppen läste på polska upp en kommuniké som varadei  3-4 minuter. För lyssnarna var det endast några ord i början som gick fram (det finns inte någon inspelning av händelsen), som löd ungefär Lystring! Här är Gliwice. Radiostationen befinner sig i polska händer… (polska: Uwaga! Tu Gliwice. Radiostacja znajduje się w polskich rękach…). Därefter följde tystnad, troligtvis orsakad av slarvig inkoppling av mikrofonen, eller en medveten bortkoppling gjord av radioteknikern. Samtidigt hördes i bakgrunden röster på polska och vapenskott för att ge sken av att det var polska angripare.
Ännu ett i raden av alla misstag som begicks i operationen är att sändningen gick ut lokalt över Gliwice och ej, som man hoppades, över stora delar av Tyskland, vilket kunde ha skett om man hade använt den starkare sändaren från Wrocław.
Klockan 22.30 sände radiostationen Deutschlandsender en omfattande men propagandistisk kommuniké, innehållande en mängd faktafel, där man talade om "polska provokationer". På det viset säkerställdes att information om påstådda provokationer nådde mottagare i Frankrike och Storbritannien.

## Sammanfattning

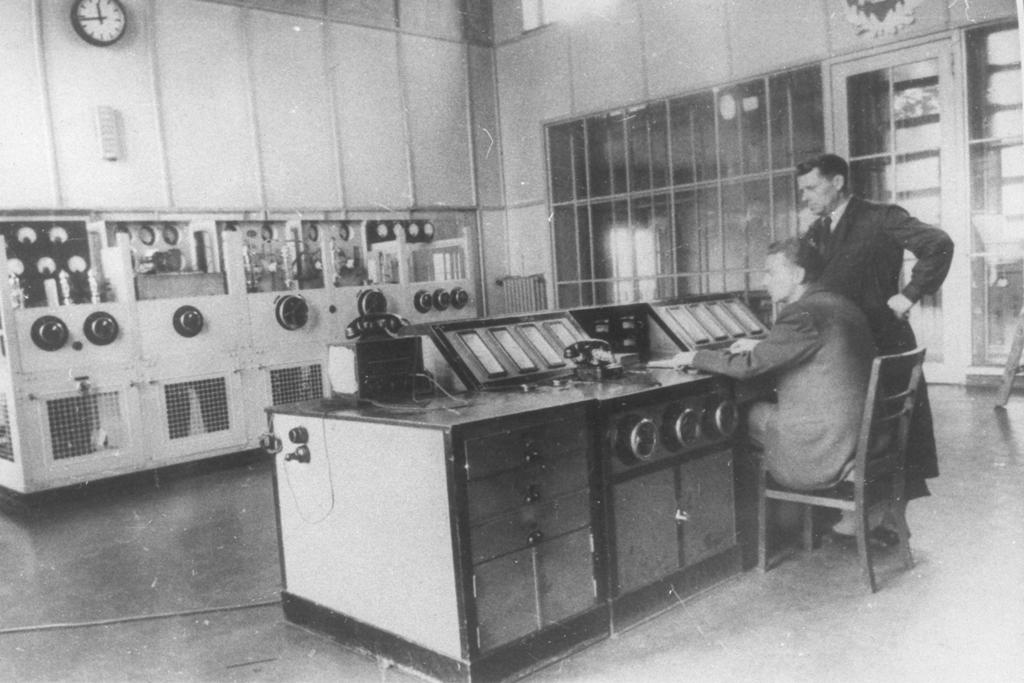
Härifrån sände man kommunikén.

1. Incidenten i Gliwice var så hemlig att det inte finns några skriftliga dokument. Namnet Operation "Himmler" är felaktigt, incidenten i själva Gliwice hade inte något särskilt namn.
2. Operation „Tannenberg” gäller en helt annan händelse som i fallet Gliwice också styrdes av Heydrich. Annars har dessa händelser inget gemensamt med varandra. Incidenten i Gliwice är dock mest berömd och medialt uppmärksammad; den har behandlats under Nürnbergprocessen.
3. Incidenten i Gliwice var inte en "förevändning att påbörja andra världskriget". Syftet med alla provokationer (som var över 200 till antalet av vilka endast ett tiotal genomfördes) var att anklaga Polen för genomförda attacker och därmed förhindra Frankrike och Storbritannien att ställa sig på polsk sida. Tyskarnas syfte var en internationell isolering av Polen och därmed ett begränsat polsk-tyskt krig.
4. Angriparna var civilt klädda. De låtsades vara schlesiska upprorsmän, vilka under åren 1919, 1920 och 1921 stred i sina arbetskläder. Under åren 1919 till 1921 förde Polen ett krig mot Sovjetryssland men trots det hjälpte man de schlesiska upprorsmännen på olika sätt, dock delade man inte ut några uniformer, ty det skulle inneburit ett förklarande av krig gentemot Tyskland. Följaktligen fick angriparna av radiostationen vara klädda i arbetskläder; man var också noga med att endast tala polska sinsemellan under incidenten för att ge sken av ett polskt angrepp. Användande av reglementsenliga polska uniformer i Gliwice den 31 augusti 1939 var också omöjligt av den anledningen att där fanns tusentals tyska soldater stationerade, som skulle anfalla Polen dagen efter. Man hade t.ex. flyttat den tyska skolstarten, som skulle infalla den 15 augusti, eftersom skolbyggnaderna inhyste stationerade soldater. Att, i ett sådant läge, en grupp klädd i polska uniformer skulle kunna ta sig obemärkt några kilometer in på tyskt territorium verkade osannolikt. Däremot har man använt sig av polska uniformer vid andra incidenter på andra platser: tullstationen i Stodoły (ty: Hochlinden), idag en förstad till Rybnik samt anfall på skogvaktarboställe i Byczyna (ty: Pitschen).
5. Man vet inte mycket om själva angriparna. Troligtvis var de flesta SS-män som kunde tala polska, säkerligen inte några "kriminella" (under tiden för operationen - efter kriget har SS förklarats vara en kriminell organisation). Ingen av dem har skadats eller dött under incidenten, och efteråt har de lugnt återvänt till sina hotell. Åtminstone tre av dem, inklusive Naujocks, överlevde kriget.
6. För att ytterligare ge sken av att det var ett polskt anfall har man i radiostationens byggnad mördat Franciszek (Franz) Honiok. Han var tysk medborgare av polsk härkomst, deltagare i schlesiska upproret 1921. Han blev arresterad dagen innan, bedövad med en spruta och transporterad till radiostationen. Därefter sköts han i huvudet. Honiok var civilklädd, och man var mån om att han hade äkta dokument på sig. Att kalla honom krigets första offer är felaktigt, det skulle innebära att krigshandlingar påbörjades den 31 augusti 1939 vilket inte är fallet.

## Populärkultur
- Händelserna skildras i Horst Bieneks roman Die erste Polka 1975 ("Den första polkan", 1977).